# Dåsholmen (Fidjar)
Ne doit pas être confondu avec Dåsholmen.
Dåsholmen est une île norvégienne dans le comté de Hordaland. Elle appartient administrativement à Fitjar.

## Géographie
Rocheuse et couverte d'arbres, à fleur d'eau, elle s'étend sur environ 81 m de longueur pour une largeur approximative de 49 m. 